# Paul Baron
Paul Baron (* 23. Mai 1895 in Saint-Maur-des-Fossés; † 1973) war ein französischer Fußballspieler und -trainer, der in beiden Funktionen Titel im französischen Pokalwettbewerb gewonnen hat.

## Spielerkarriere
Paul Baron spielte zunächst bei der VGA Saint-Maur in seinem Geburtsort und danach – ob gleich anschließend oder erst Ende der 1920er Jahre, ist nicht bekannt – für die AS Française. Nach dem Weltkrieg kam er 1920 zu Olympique Paris, einem der großen Hauptstadtklubs. Mit den Olympiens, die kurz zuvor gerade die Stadtmeisterschaft gewonnen hatten, erreichte er 1921 das Endspiel des Landespokals, das allerdings 1:2 gegen den Lokalrivalen Red Star AC verloren ging. In diesem wichtigsten Fußballwettbewerb Frankreichs – eine einheitliche, landesweite Meisterschaft existierte bis 1932 noch nicht – stand er 1922, 1923 und 1925 im Halbfinale, wo Olympique sich dann jeweils geschlagen geben musste. In dieser Zeit bestritt der groß gewachsene, kantige Seitenläufer auch ein A-Länderspiel für Frankreich; beim 2:2 gegen die Schweiz im April 1923 wurde er in einer ansonsten ausschließlich aus Spielern von Red Star (Pierre Chayriguès, Lucien Gamblin, Robert Joyaut, François Hugues und Philippe Bonnardel) gebildeten Abwehr aufgestellt. Nach dem Spiel wurden in der Öffentlichkeit Vorwürfe laut, insbesondere Baron und Joyaut seien an den beiden Gegentreffern schuld gewesen. Deshalb blieb dies sein einziger Einsatz im Nationaldress.
Als es 1926 zur Fusion der beiden Konkurrenzvereine kam, spielte auch Paul Baron fortan in der ersten Mannschaft des nun als Red Star Olympique firmierenden Klubs. Zwei Jahre später erreichte er mit ihr wieder das Pokalendspiel, und diesmal gehörte er zu den elf Gewinnern der Siegestrophäe, die sich gegen CA Paris durchsetzten; es war übrigens das einzige Finale, in dem die Spieler tatsächlich einen roten Stern auf ihrem Trikot trugen. Allerdings soll Barons Leistung in diesem Spiel nicht allzu sehr überzeugt haben, wie Gabriel Hanot im Miroir des Sports anschließend kritisierte:

„Der Außenläufer Baron wurde nicht nur von [seinem Gegenüber] Gautheroux ausgestochen, sondern war sowohl in der Verteidigung seiner Spielfeldhälfte als auch bei der Unterstützung seiner Stürmer sehr schwach […], so wie schon gegen Stade Français [im Halbfinale].“

Baron verließ möglicherweise kurz nach diesem Titelgewinn den Verein; sicher ist, dass er ab 1930 seine Fußballstiefel noch für den Racing Club de France schnürte, seine Spielerkarriere jedoch 1932 beendete, als Racing in die neugegründete Profiliga aufgenommen wurde.

## Trainerlaufbahn
Ab 1933 arbeitete Paul Baron als Trainer, und zwar wieder für Red Star Olympique, der zur Saison 1934/35 in die Division 1 zurückgekehrt war, unter seiner Führung aber nur mittelmäßige Leistungen zeigte, im Pokal aber immerhin das Halbfinale erreichte. 1935 ließ der Trainer sich im algerischen Teil Französisch-Nordafrikas nieder, wo er bis kurz vor Ende des Zweiten Weltkriegs für die AS Saint-Eugène arbeitete. 1944, nach der Befreiung von Paris, kehrte er in die Hauptstadt zurück, übernahm das Training der Ligamannschaft von Racing Paris und machte sich dort einen Namen als „herausragender Taktiker, der einen eigenständigen und sehr erfolgreichen Spielstil schuf“. Dazu gehörte insbesondere der als Tourbillon („Wirbelsturm“) bekannt gewordene Schachzug, seine Stürmer während des Spiels permanent rochieren, also ihre Positionen wechseln zu lassen. Parallel zu seiner Vereinstätigkeit berief der französische Verband Baron in den späten 1940er Jahren auch zum Physis- und Taktiktrainer der A-Nationalmannschaft, allerdings – wie auch seine Nachfolger bis 1964 – ohne Befugnis, die Mannschaft aufzustellen, und er behielt diese Funktion bis um den Jahreswechsel 1950/1951 inne.
Mit seiner Vereinself belegte Paul Baron im Meisterschaftsbetrieb zwar bis 1952 durchweg nur Ränge im Tabellenmittelfeld – beste Platzierung war Rang sechs (1948/49) –, dafür lief es im Pokal sehr viel besser: Racing erreichte drei Mal das Endspiel und gewann zwei davon. Vor dem ersten 1945 hatte er eine neue Mannschaft um wenige, aus der Vorkriegszeit verbliebene Routiniers wie Dupuis, Heisserer und „Gusti“ Jordan aufbauen müssen; dabei kamen ihm seine Jahre in Algerien zugute, denn er hatte eine ganze Reihe Pied-noirs beziehungsweise dort stationierte Angehörige der Luftstreitkräfte mitgebracht, von denen fünf (Salva aus Saint-Eugène, Samuel, Jasseron, Philippot und Ponsetti) in der Elf standen, die das Finale 3:0 gegen OSC Lille gewann. Danach entwickelte er die Mannschaft personell weiter, und in dem Team, das 1949 das Finale gewann – erneut gegen Lille, diesmal mit 5:2 –, standen lediglich noch zwei Spieler von 1945. Zwölf Monate später saß Baron erneut auf der Trainerbank im Stade Olympique Yves-du-Manoir, aber diesmal endete das Endspiel mit einem Sieg für Racings Gegner, Stade Reims, der sich, wenn auch erst in der Schlussphase, mit 2:0 durchsetzte.
1954 kehrte Baron noch einmal zur AS Saint-Eugène zurück und blieb dort – während des Algerienkrieges –
bis 1956. In der Saison 1956/57 betreute er die Mannschaft von Red Star, die allerdings ein ganz schwaches Jahr hatte und als Tabellenletzter der zweiten Division die Klasse lediglich aufgrund einer Aufstockung des Teilnehmerfeldes halten konnte, blieb dort ein weiteres Jahr und kehrte 1960/61 nochmals nach Saint-Ouen zurück. Außerdem hat er 1958/59 die AS Cannes und 1964/65 wieder Racing Paris trainiert. Schließlich war er auch jeweils kurzzeitig für die Nationalmannschaften Haitis (1953/54) und Griechenlands (1959/60) verantwortlich. In dieser Zeit haben die Griechen allerdings lediglich zwei offizielle A-Länderspiele bestritten, die sie beide gegen Dänemark verloren; bei dem 0:3 gegen Westdeutschland Ende November 1960 war Baron nicht mehr im Amt.

## Palmarès
als Spieler
- Französischer Pokalsieger: 1928 (und Finalist 1921)
- 1 A-Länderspiel für Frankreich

als Trainer
- Französischer Pokalsieger: 1945, 1949 (und Finalist 1950)